# Antiblemma pelops
Antiblemma pelops là một loài bướm đêm trong họ Erebidae.